# 기야마정
기야마정(일본어: 基山町)은 일본 사가현 동부에 있는 미야키군의 정이다.
주변의 도스시나 후쿠오카현 오고리시, 구루메시와 함께 일대 경제권을 형성하고 있으며 후쿠오카시로 인구의 10% 이상이 통근·통학하고 있어 후쿠오카 도시권의 일부이기도 하다. 그 외에도 구루메시의 베드타운의 측면도 겸비한다. 신흥 주택지가 많은 것이 특징이다.
인접하는 사가현 도스시와 함께 규슈의 육상 교통 요충지이다. 덧붙여 근처의 도스시처럼 후쿠오카현의 NHK나 민방 TV, 라디오 방송을 모두 시청 및 청취하는 것이 가능하다.

## 지리
사가현 동단부에 위치하고 남쪽으로 도스시와 접하는 것 외에는 후쿠오카현과 접한다.

### 인접한 자치체
- 도스시
- 지쿠시노시
- 오고리시

## 역사
- 1889년 4월 1일 - 정촌제 시행으로 기이군 기야마촌이 성립하였다.
- 1896년 3월 26일 - 미야키군에 속하게 되었다.
- 1939년 1월 1일 - 정으로 승격해 기야마정이 되었다.

## 산업
규슈의 대동맥인 규슈 자동차도나 국도 3호선과 가까운 이점을 살려 공장 유치를 하고 있다.

## 교통

### 철도
- 규슈 여객철도 가고시마 본선
  - 게야키다이역 - 기야마역
- 아마기 철도 아마기선
  - 기야마역 - 다테노역

### 도로
- 규슈 자동차도
- 국도 3호선